# Moulins Yzeure Foot
Moulins Yzeure Football 03 Auvergne – francuski klub piłkarski z siedzibą w Yzeure.

## Historia
W 1938 został założony klub AS Yzeure. W swojej historii przez jeden sezon występował w trzeciej lidze, w edycji 2006/2007 i zajął w niej ostatnie, 20. miejsce i spadł do czwartej ligi. W 2016, po bankructwie AS Moulins, włodarze miast Moulins i Yzeure doprowadzili do połączenia AS Moulins oraz AS Yzeure, tworząc Moulins Yzeure Football 03 Auvergne. W tym samym roku AS Moulins został reaktywowany.

## Reprezentanci kraju grający w klubie
stan na listopad 2023
|  | - Cédric Si Mohamed - Séidou Barazé - Dieudonné Minoungou - Mahamat Hisseine - Pedro Kamata - Arnold Abelinti - Almamy Bangoura - Abdoulaye Kapi Sylla |  | - Aboubacar Sylla - Yannis Kari - Jawad El Hajri - Richard Massolin - Gaston Diamé - Kola Adams - Jordan Etienne - Richmond Forson |